# 아미니 포누아
아미니 투이타바케 브리테온 포누아(영어: Amini Tuitavake Britteon Fonua, 1989년 12월 14일 ~ )은 뉴질랜드, 통가 이중국적 남자수영 선수이다.

## 생애
아미니 포누아는 1989년 12월 14일 뉴질랜드 오클랜드에서 통가인 변호사 아버지 시오네 포누아와 영국계 뉴질랜드인 어머니 줄리 사이에서 태어났다. 그리고 여동생 2명이 더 있으며, 현재 뉴질랜드와 통가 이중국적자이다.

## 여담
그의 이름에서 Britteon는 Britain을 의미하고 Tuitavake는 통가를 의미한다고도 한다.